# Johan Funck (1703–1773)
Johan Funck, född 29 april 1703 i Sala, död 24 februari 1773 i Uppsala, var en svensk friherre, jurist och ämbetsman.
Johan Funck var son till friherre Gustaf Funck och Kristina Cronström. Han inskrevs 1716 vid Uppsala universitet. Efter fem års studier inom bland annat juridiken blev han 1721 extra ordinarie kanslist i riksarkivet. År 1724 blev han auskultant i Svea hovrätt och följande år vice notarie. År 1727 utnämnd till vice häradshövding i Dalarna och därifrån förflyttades han 1730 till Västmanland, där han blev ordinarie häradshövding 1734. År 1743 var han vice lagman i Uppsala län och 1744 i Södermanland. Samma år utnämndes han till kammarherre. År 1747 anställdes han som lagman i Västmanlands och Dalarnas lagsaga. Funck blev 1757 vice landshövding i Västmanlands län, och blev 1759 ordinarie landshövding i Västerbottens län, varifrån han 1762 förflyttades till Uppsala län. Där var han landshövding till sin död. Funck var ägare till Lindsta gård i Järlåsa socken. Han lät utge Genväg till Lagfarenheten. Funck blev riddare av Nordstjärneorden 1751.